# Abe Hartley
Abraham Hartley, detto Abe (Dumbarton, 8 febbraio 1872 – Southampton, 9 ottobre 1909), è stato un calciatore scozzese, di ruolo attaccante.

## Biografia
Dopo il ritiro dalle attività calcistiche, Hartley tornò a vivere a Southampton, dove trovò lavoro presso il porto di città. Morì improvvisamente il 9 ottobre 1909 a causa di una sincope dovuta probabilmente ad una polmonite.

## Carriera

### Gli inizi: Dumbarton
Hartley inizia la propria carriera professionistica nel Dumbarton, con cui si aggiudica il titolo di Scottish Football League nel 1892. All'inizio della propria esperienza al club scozzese viene utilizzato principalmente come terzino, salvo poi cambiare definitivamente ruolo nel corso della stagione. Usato principalmente come sostituto, termina la propria esperienza in patria con 8 presenze e 5 reti.

### Everton
Nel dicembre del 1892 si trasferisce all'Everton. Hartley debutta ufficialmente con le Toffees il successivo 18 marzo in una gara contro il Wolverhampton, dove tra l'altro mette anche a segno la sua prima rete.  Dopo l'addio al calcio di John Southworth a causa di un infortunio e la cessione di Fred Geary, Hartley inizia a scendere in campo con molta più frequenza, anche nonostante l'insidia dello scozzese John Cameron nel suo ruolo di centravanti. Nel 1897 Hartley raggiunge la sua prima finale di FA Cup, persa per 3-2 contro l'Aston Villa. Complessivamente, in 5 stagioni trascorse all'Everton, colleziona 61 presenze e 28 reti.

### Liverpool e Southampton
Nel dicembre del 1897 viene acquistato dal Liverpool. Segna la sua prima marcatura con la maglia dei Reds il 29 dicembre, in occasione di un successo contro lo Sheffield Utd. Tuttavia, l'esperienza di Hartley sull'altra sponda di Liverpool si rivela essere sotto le aspettative, con una sola rete segnata in 12 presenze.
Nel 1898 firma a titolo definitivo per il Southampton. Hartley vestì la maglia dei Saints per un solo anno, segnando un totale di 14 reti in campionato e rivelandosi fondamentale per la vittoria del terzo titolo consecutivo di Southern League della propria squadra.

### Arsenal, Burnley e ritiro
Nel luglio del 1899 viene ceduto all'Arsenal. Il 23 settembre debutta contro il Walsall e il successivo 14 ottobre, in un match contro il Gainsborough Trinity, sigla la sua prima rete. Tuttavia, lo stesso mese, Hartley viene estromesso dai piani tecnici della squadra. In 5 mesi di permanenza ai Gunners colleziona un totale di 9 presenze e una rete. Nel mese di dicembre firma per il Burnley. Al termine della stagione, conclusasi con la retrocessione del club, annuncia il proprio addio al calcio giocato.